# Júlia César, a Velha
Júlia César (em latim: Iulia Caesaris), por vezes citada pelos historiadores como a Velha (em latim: Major), era uma nobre da Roma Antiga ativa durante o século I a.C.. Era filha do pretor Caio Júlio César com Aurélia Cota e irmã mais velha do ditador Júlio César. É conhecida apenas por uma única passagem na qual o biógrafo Suetônio menciona dois netos dela, Lúcio Pinário Escarpo e Quinto Pédio, que tornar-se-ia cônsul em 43 a.C..
Se eles forem, na realidade, filhos dela como já se conjecturou ela teria se casado, em ordem desconhecida, com Lúcio Pinário, membro duma família patrícia muito antiga e o equestre Quinto Pédio; Marjorie e Benjamin Lightman conjecturam que ela teria se casado com Lúcio Pinário e então com Quinto Pédio.
Em seu testamento, Júlio César deixou uma parte de sua fortuna para os filhos (ou netos) de Júlia César, que por sua vez concederam sua herança para Otaviano (futuro Augusto), que havia herdado ¾ da propriedade legada. Não se sabe se foi a mais velha ou a mais nova das irmãs de César que entregou evidências contra Públio Clódio Pulcro quando ele foi destituído por falta de piedade.